# Цишин
Цишин (пол. Ciszyn) — село в Польщі, у гміні Сведзебня Бродницького повіту Куявсько-Поморського воєводства.
Населення — 1214 осіб (2011).

## Демографія
Демографічна структура станом на 31 березня 2011 року:
|          | Загалом | Допрацездатний вік | Працездатний вік | Постпрацездатний вік |
| -------- | ------- | ------------------ | ---------------- | -------------------- |
| Чоловіки | 605     | 142                | 413              | 50                   |
| Жінки    | 609     | 128                | 369              | 112                  |
| Разом    | 1214    | 270                | 782              | 162                  |